# 2022 en curling
Cet article présente les faits marquants de l'année 2022 en curling.

## Évènements

### Jeux olympiques et paralympiques
- Curling aux Jeux olympiques de 2022

- Curling aux Jeux paralympiques de 2022